# Enorog
Enorog ali enorožec, tudi samorog ali narval (znanstveno ime Monodon monoceros), je arktična vrsta kita. Je žival, ki se jo le poredkoma najde južno od 70° severne zemljepisne širine. Je eden izmed dveh kitov v skupini belih kitov.

## Opis
Najnenavadnejša lastnost samoroga je nenavaden dolgi rog, sekalec, ki se vije od leve strani gornje čeljusti pri samcih. Rog lahko zraste do dolžine treh metrov (v primerjavi z dolžino telesa od 7-8 metrov) in doseže težo do 10 kilogramov. En samorog na približno 500 samcev ima po dva rogova, kar se zgodi, ko desni zob, po navadi manjše velikosti, prav tako zraste. Čeprav redko, so tudi pojavi, da imajo samice rog. Zabeležen je en sam primer samice z dvema rogovoma.

## Ohranjenost in lov
Glavni plenilci enorogov so polarni medvedi in kiti orke. Ljudstvu Inuitov je dovoljen zakonit lov teh kitov. Severna klima ponuja le malo z vitamini bogate hrane, ki se dajo zaužiti le z mroži, tjulnji in kiti. Jetra kita po navadi lovci pojedo nemudoma po starem običaju v znak spoštovanja do ubite živali. Na Grenlandiji se za lov uporabljajo običajne kitolovske metode (prebadanje s sulico), toda motorni čolni in lovske puške se pogosto uporabljajo v severni Kanadi. Organizacije za zaščito živali že dolgo protestirajo proti ubijanju enorogov.

## Galerija
- Ilustracija samoroga.
- Samorog in grenlandski morski pes.
- Samorog in beluga.